# Albert Ferrer
Pour les articles homonymes, voir Ferrer et Llopis.
Albert Ferrer i Llopis est un footballeur espagnol, né le 6 juin 1970 à Barcelone évoluant au poste de défenseur.

## Carrière

### En club
Albert Ferrer commence sa carrière dans les équipes de jeunes du FC Barcelone, qu'il rejoint en 1986, à l'âge de 16 ans. Trois ans plus tard, il passe professionnel avec le club catalan, mais est prêté dans la foulée au CD Tenerife avec qui il dispute une quinzaine de matchs de Primera División.
De retour à Barcelone la saison suivante, il s'impose rapidement comme l'arrière droit titulaire au sein de la Dream Team mise en place par Johan Cruijff. En huit années de présence au FC Barcelone, il remportera cinq titres nationaux et une Coupe des clubs champions européens en 1992.
En 1998 il rejoint le Chelsea FC pour 2.2 M£ où il est de nouveau titularisé sur le côté droit de la défense. Il participe ainsi au parcours victorieux de Chelsea en FA Cup en 2000. Freiné par des blessures et victime du système de rotation dans l'effectif londonien instauré par son entraîneur Gianluca Vialli, Ferrer voit son temps de jeu se réduire durant les derniers mois de sa carrière. À l'issue de son contrat, en 2003, il prend sa retraite de footballeur professionnel, à 33 ans.

### En équipe nationale
Albert Ferrer fait ses débuts en équipe d'Espagne le 4 septembre 1991, à l'occasion d'un match amical disputé face à l'Uruguay à Oviedo (2-1).
Un peu moins d'un an plus tard, il fait partie de l'équipe d'Espagne sacrée championne olympique, chez lui à Barcelone. Ferrer participe ensuite à toutes les grandes compétitions internationales que dispute l'Espagne entre 1994 et 1998, à l'exception de l'Euro 1996 qu'il manque à cause d'une grosse blessure au genou. Sa dernière sélection, le 17 novembre 1999 correspond à une défaite concédée par l'Espagne face à l'Argentine (0-2).

### Consultant puis entraîneur
Albert Ferrer devient ensuite consultant radio pour Onda Cero et télévision pour LaSexta. Il devient le 27 octobre 2010 l'entraîneur du Vitesse Arnhem qui se trouve alors à l'avant-dernière place du championnat. Sous les ordres de Ferrer, le club parvient à se maintenir. Toutefois, Albert Ferrer ne prolonge pas son contrat et quitte Vitesse Arnhem en juin 2011.
En février 2014, il est recruté par Córdoba CF qui joue en D2 espagnole. Il parvient à placer l'équipe dans le play-off de promotion et voit son contrat prolongé jusqu'en 2015. Le 22 juin 2014, Córdoba remporte le play-off et est promu en première division. Le 20 octobre 2014, il est limogé alors que le club occupe la dernière place du classement de D1 après huit journées.
Le 20 juin 2015, il rejoint le RCD Majorque (D2) dont le directeur sportif est son ancien coéquipier au Barça, Miguel Angel Nadal. Il est limogé le 30 novembre 2015 à la suite de résultats décevants (15 points en 15 matches).

## Palmarès

### En club
- Vainqueur de la Coupe d'Europe des Clubs Champions en 1992 avec le FC Barcelone
- Vainqueur de la Coupe d'Europe des Vainqueurs de Coupe en 1997 avec le FC Barcelone
- Vainqueur de la Supercoupe d'Europe en 1992 et en 1997 avec le FC Barcelone
- Champion d'Espagne en 1991, en 1992, en 1993, en 1994 et en 1998 avec le FC Barcelone
- Vainqueur de la Coupe d'Espagne en 1997 et en 1998 avec le FC Barcelone
- Vainqueur de la Coupe d'Angleterre en 2000 avec Chelsea
- Vainqueur de la Supercoupe d'Espagne en 1991, en 1992, en 1994 et en 1996 avec le FC Barcelone
- Finaliste de la Coupe Intercontinentale en 1992 avec le FC Barcelone
- Finaliste de la Ligue des Champions en 1994 avec le FC Barcelone
- Finaliste de la Coupe d'Europe des Vainqueurs de Coupe en 1991 avec FC Barcelone

### EnÉquipe d'Espagne
- 36 sélections entre 1991 et 1999
- Médaille d'Or aux Jeux Olympiques en 1992
- Participation à la Coupe du Monde en 1994 (1/4 de finaliste) et en 1998 (Premier Tour)